# 伊日·帕劳贝克
伊日·帕劳贝克（捷克語：Jiří Paroubek，捷克語發音：[ˈjir̝i: ˈparɔu̯bɛk] 读音ⓘ，1952年8月21日—），生于奧洛穆茨市，是捷克社民党（ČSSD）副主席，2005年4月25日出任捷克共和国总理。
帕劳贝克毕业于布拉格经济学院。1998年至2004年任布拉格负责财政政策的副市长，2004年8月担任地区发展部长。